# Повстання Чехословацького корпусу

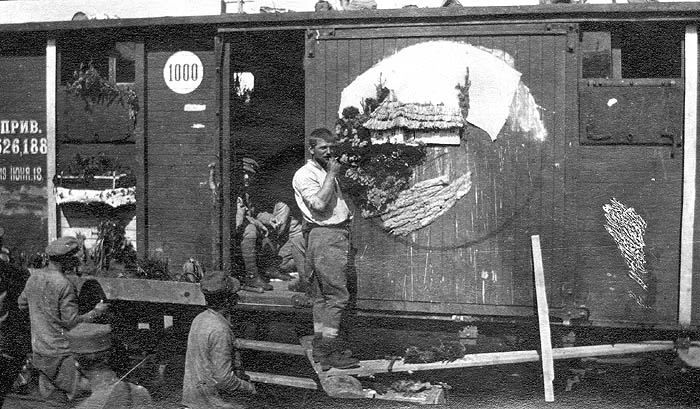
Облаштований під казарму вагон-теплушка

Повстання Чехословацького корпусу — збройний виступ добровольчого військового з'єднання, сформованого в стрілецький корпус у складі російської армії восени 1917 року переважно з полонених чехів і словаків (колишніх військовослужбовців австро-угорської армії, які висловили бажання брати участь у війні проти Німецької та Австро-Угорської імперій на боці Російської імперії.
Повстання відбулось у травні — серпні 1918 року й охопило території, по яких пролягав шлях корпусу на далекий схід Російської імперії: Поволжя, Урал, Сибір і на Далекий Схід. Повстання створило сприятливу ситуацію для ліквідації радянських органів влади, утворення на зазначених територіях антирадянських урядів (Комітет членів Установчих зборів, тимчасовий Сибірський уряд, пізніше — Тимчасовий Всеросійський уряд) та початку широкомасштабних збройних дій білих військ проти більшовицької радянської влади. Приводом для початку повстання послужила спроба радянської влади роззброїти легіонерів.

## Історичне тло
З початком Першої світової війни чехи Томаш Масарик і Едуард Бенеш почали готувати підґрунтя для створення єдиного фронту чехів і словаків проти Австро-Угорщини. 1916 року в Парижі було створено Чехословацьку Національну Раду (ЧСНР), яку очолив Масарик. В цей час на територіях держав Антанти перебувало багато полонених чехів і словаків з Австро-Угорського війська), саме з цих вояків Рада розпочала створення чесько-словацьких Легіонів, їх формування відбувалося у Франції, Італії та на території Російської імперії. Одним із центрів формування цих підрозділів став Київ, у якому на початку XX століття був значний осередок чехів, серед яких були, в тому числі, відомі підприємці. Безпосереднє формування Легіонів відбувалось також на території Волинської та Полтавської губерній — в тилу Південно-Західного фронту.
Жовтневий переворот 1917 року поставив чехословаків у складне становище. З отриманням звістки про перемогу збройного повстання більшовиків у Петрограді керівництво Чехословацької національної ради заявило про беззастережну підтримку Тимчасового уряду і уклало угоду з командуванням Київського військового округу і Південно-Західного фронту про порядок використання чехословацьких частин. Ця угода, з одного боку, підтверджувала невтручання чехословаків у збройну боротьбу всередині Росії на стороні будь-якої політичної партії, а з іншого — проголошувала їх прагнення «сприяти всіма засобами збереженню всього, що сприяє продовженню ведення війни проти нашого ворога — австро-германців» для здобуття незалежності. 27 жовтня угода була доведена до відома командування 1-ї і 2-ї чехословацьких дивізій, а помічник комісара Тимчасового уряду при штабі Південно-Західного фронту М. С. Григор'єв розпорядився відправити зазначені з'єднання у Київ. 28 жовтня вони разом із юнкерами київських військових училищ брали участь у вуличних боях проти робітників і солдатів — прихильників Київської Ради. Бої тривали до укладення між ворогуючими сторонами перемир'я 31 жовтня 1917 р.
Розпочаті більшовицьким урядом переговори про мир із державами Троїстого союзу ще більше ускладнив становище чехословаків, оскільки не сприяли їх намірам щодо участі у війні щодо відновлення незалежності від Австро-Угорщини. При цьому Чехословацька національна рада, яка визнавалася єдиним верховним органом всіх чехословацьких військових формувань, керувалась рішеннями країн Антанти, але ці рішення на території колишньої Російської імперії входили в протиріччя з намірами більшовиків. Саме тому на підставі декрету французького уряду від 19 грудня 1917 року про організації автономної Чехословацької армії у Франції чехословацький корпус на території колишньої Російської імперії був формально підпорядкований французькому командуванню і отримав вказівку про необхідність відправлення до Франції. Потрапити до Франції чехословаки могли лише через територію колишньої Російської імперії, де на той момент відбувалось встановлення радянської влади.

## Евакуація

### Військово-політичні передумови
Щоб забезпечити якомога просту реалізацію своїх намірів щодо доправлення легіонів до Франції, Чехословацька національна рада, яка сприйняла більшовицький уряд як чинний, категорично розпорядилася утримувався від будь-яких дій проти більшовицького уряду. Тому, коли більшовики розпочали наступ на Україну, командування чехословаків відмовило у допомозі Центральній раді, чим сприяли захопленню Києва більшовиками.
19 січня (1 лютого) 1918 року Масарик уклав угоду про нейтралітет із М. А. Муравйовим, який командував 5-тисячним радянським загоном, що наступали на Київ. 26 січня (8 лютого) загін Муравйова захопив Київ і встановив там радянську владу. 16 лютого Муравйов повідомив Масарику, що уряд Радянської Росії не має заперечень проти від'їзду чехословаків до Франції. Невдовзі після цього Масарик покинув Україну, залишивши вказівку не втручатися у внутрішні російські конфлікти.
Становище чехословаків також ускладнило підписання 27 січня (9 лютого) делегацією Центральної ради УНР у Брест-Литовську мирного договору з Німеччиною і Австро-Угорщиною, та бажанням отримати їх військової допомоги в боротьбі з радянськими військами. Поява в Україні військ держав Троїстого союзу, в очах яких чехословаки були зрадниками, не обіцяла чехословакам нічого хорошого, Саме тому до 21 лютого дивізія чехословацька дивізія, яка базувалась у Житомирі, перейшла на територію Лівобережної України.
3 березня радянська Росія підписала Брестський мир, згідно з яким чехословацькі війська мали покинути територію також і східної України.

### Початок виведення частин
Внаслідок всіх цих подій чехословацькі війська опинились небажаними в Україні і Росії та відрізаними від Франції на суходолі. Найкоротшим маршрутом був морський — через Архангельськ і Мурманськ, проте, після відправки декількох ешелонів, від нього відмовилися через побоювання чехів, що корпус може бути перехоплений німцями. Саме тому було вирішено направляти легіонерів по Транссибірській залізниці до Владивостока і далі через Тихий океан до Європи.

26 березня 1918 в Пензі Представники РНК РРФСР (Сталін) з одного боку та представники Чехословацької національної ради в Росії і чехословацького корпусу з іншого підписали угоду, за якою гарантувалася безперешкодна відправка чеських підрозділів від Пензи до Владивостока:
…не як бойові одиниці, а як група вільних громадян, що беруть з собою відому кількість зброї для свого самозахисту від замахів із боку контрреволюціонерів…
РНК РРФСР передбачалося, що в кожному ешелоні для власної охорони буде залишено збройну роту чисельністю в 168 чоловік, включаючи унтер-офіцерів, при одному кулеметі. Інша зброя повинна бути здана представникам російського уряду в Пензі. Артилерійське озброєння переважно було передано червоногвардійцям ще при переході з України в Росію.
На схід вирушали в 63 потягах, по 40 вагонів кожний. Перший ешелон вийшов 27 березня і через місяць прибув до Владивостока. До травня 1918 року ешелони чехословаків розтяглися по залізниці на кілька тисяч кілометрів — від Самари і Єкатеринбурга до Владивостока. Найбільші угруповання чехословаків перебували в районах Пензи — Сизрані — Самари (8 тис. поручика Станіслава Чечека), (8,8 тис. полковника С. М. Войцеховського), (4,5 тис. капітана Радоли Гайди), у Владивостоку (близько 14 тис. генерала М. К. Дітеріхса), а також у районі Петропавловська — Кургану — Омська (капітана Яна Сирового).
На цей час чехословацький легіон виявився чи не єдиною боєздатною силою в Росії, а його чисельність зросла до 50 тис. вояків. При цьому серед легіонерів роззброєння було сприйнято з великим невдоволенням і стало початком ворожої недовіри до більшовиків.

### Зростання напруги
Недовіра, яка виникла між більшовиками та легіонерами на час виведення частин, підкріплювалась зовнішньополітичними та внутрішніми чинниками.
В березні 1918 радянському уряду стало відомо про секретні переговори союзників щодо японської інтервенції в Сибіру і на Далекому Сході. Намагаючись перешкодити інтервенції 28 березня Троцький дав згоду голові британської місії при радянському урядові Брюсу Локгарту на загальносоюзний десант у Владивостоці. Попри це 4 квітня японський адмірал Като без попередження союзників висадив у Владивостоці невеликий загін морської піхоти «для захисту життя і власності японських громадян», після чого радянський уряд, підозрюючи Антанту в подвійній грі, зажадав нових переговорів про зміну напрямку евакуації чехословаків із Владивостока на Архангельськ і Мурманськ.
З іншого боку, німецький генштаб, побоюючись швидкої появи на Західному фронті 40-тисячного корпусу, намагався цьому зашкодити, бо саме в цей час у Франції вичерпувалися останні людські резерви і на фронт спішно стали відправляти так звані колоніальні війська. Під тиском посла Німеччини в Росії графа Мірбаха 21 квітня нарком закордонних справ Чичерін направив телеграму Красноярській раді про призупинення подальшого пересування чехословацьких ешелонів на схід, — «побоюючись японського наступу на Сибір, Німеччина рішуче вимагає, щоб була розпочата швидка евакуація німецьких полонених зі Східного Сибіру до Західного або до Європейської Росії. Прошу вжити всі засоби. Чехословацькі загони не повинні пересуватися на схід. Чичерін».
Легіонери сприйняли це розпорядження як намір радянського уряду видати їх Німеччині й Австро-Угорщині як колишніх військовополонених. У такій атмосфері інциденти між легіонерами та більшовицькою владою ставали неминучими. Один із них стався 14 травня на станції Челябінськ. Чавунною ніжкою від грубки, викинутою з ешелону з військовополоненими-угорцями, був поранений чеський солдат. У відповідь чехословаки зупинили поїзд і піддали самосуду винуватця. За цим інцидентом радянська влада Челябінська наступного дня заарештувала кількох легіонерів, однак їх товариші силою звільнили заарештованих, роззброїли місцевий загін Червоної гвардії і розгромили збройний арсенал, захопивши 2800 гвинтівок і артилерійську батарею.

## Повстання
16-20 травня в Челябінську зібрався з'їзд чехословацьких військових делегатів, на якому для координації дій розрізнених угруповань корпусу був утворений Тимчасовий виконавчий комітет з'їзду чехословацького війська з трьох начальників ешелонів (поручик Станіслав Чечек, капітан Радола Гайда, полковник Сергій Войцеховський) під головуванням члена ЧНС Богдана Павлу. З'їзд рішуче став на позицію розриву з більшовиками і постановив припинити здачу зброї (до цього моменту зброю ще не було здано трьома ар'єргардними полками в районі Пензи) і рухатися «власним порядком» на Владивосток.
21 травня в Москві були арештовані представники ЧНР Макса і Чермак і було віддано розпорядження про повне роззброєння і розформування чехословацьких ешелонів. 23 травня завідувач оперативним відділом Народного комісаріату у військових справах Семен Аралов телеграфував до Пензи: «… Пропоную негайно вжити термінових заходів до затримки, роззброєння і розформування всіх ешелонів і частин чехословацького корпусу як залишку старої регулярної армії. З особового складу корпусу формуйте червоноармійські і робочі артілі…». Заарештовані в Москві представники ЧНР підкорилися вимогам Троцького і віддали від імені Т. Масарика наказ про здачу чехословаками всієї зброї, оголосивши інцидент у Челябінську помилкою і зажадавши негайного припинення будь-якого роду виступів, які перешкоджають виконанню «національної справи». Проте, легіонери на той час вже перейшли у підпорядкування своєму Тимчасовому виконавчому комітету, обраному з'їздом. Цей надзвичайний орган розіслав в усі ешелони і частини корпусу наказ: «Зброї ніде совєтам не здавати, самим зіткнень не спричиняти, але в разі нападу захищатися, просування на схід продовжувати власним порядком».
Лев Троцький поквапився оголосити «бунтівників» поза законом (хоча сам давно вже діяв, ігноруючи будь-які закони), але було запізно. Вояки корпусу не лише не віддавали зброю, а й самі обеззброювали червоногвардійців та займали одне за одним російські міста, що опинилися на їхньому шляху — зокрема Петропавловськ, Курган, Омськ, Новоніколаєвськ, Томськ, Пензу, Кузнецьк, Єкатеринбург, Іркутськ, Читу та Владивосток.
В звільненій від більшовиків Самарі колишні члени Всеросійських установчих зборів утворили новий уряд Росії (Комуч), альтернативний московському. За кілька тижнів був утворений тимчасовий Сибірський уряд в Омську.
Корпус не ставив собі за мету брати у активну участь в громадянській війні в Росії. Деякі з чехословаків долучалися до конфліктуючих сторін, проте лише в індивідуальному порядку. Натомість командування, якщо й домовляюлося з новими урядовими структурами або ж допомагало комусь із них в боротьбі з більшовиками, вимагало насамперед створення умов для того, щоб корпус залишив Росію якнайшвидше — адже сподівалося долучитися до союзників на Західному фронті першої світової війни. Проте Центральні держави капітулювали вже наприкінці 1918 року, була проголошена незалежність Чехословаччини, а Чехословацький корпус в цей час все ще перебував за Уралом.
Військовий міністр Чехословацької республіки Мілан Штефаник прибув до Сибіру і наказав передати усі позиції, які корпус на той час утримував, росіянам та зосередитися лише на питаннях евакуації. У лютому 1920 року була нарешті підписана угода з більшовиками про остаточний вихід корпусу з російської території. Москва погодилася з тим, що до завершення евакуації в руках чехословаків залишатиметься золотий запас Росії. Останні вояки корпусу дісталися Чехословаччини лише в листопаді 1920 року.

## Цікаві факти
- За всю світову історію повсталий Чехословацький корпус виявився єдиним значним військовим підрозділом, який обігнув земну кулю.